# Nati nel 1598
| Questa pagina contiene informazioni ricavate automaticamente dalle voci biografiche con l'ausilio del template Bio e di un bot. L'aggiornamento è periodico e automatico e ricostruisce completamente la pagina. Se manca una persona in questa lista, sei pregato di non aggiungerla, ma accertati piuttosto che la sua voce biografica contenga il template Bio e che i dati anagrafici siano correttamente compilati. Se il template Bio manca, inseriscilo tu stesso o, in alternativa, metti l'avviso {{tmp\|Bio}} che ne segnala la mancanza. Se i dati riportati sono sbagliati, correggi direttamente la voce biografica; le modifiche saranno visibili in questa lista entro pochi giorni. Per chiarimenti vedi il progetto biografie. La lista contiene solo le 75 persone che sono citate nell'enciclopedia e per le quali è stato implementato correttamente il template Bio. Pagina aggiornata al 27 gen 2025. |

## Gennaio(1)
- 23 gennaio - François Mansart, architetto francese († 1666)

## Febbraio(1)
- 12 febbraio - César de Choiseul, generale e diplomatico francese († 1675)

## Marzo(5)
- 12 marzo - Guillaume Colletet, poeta francese († 1659)
- 13 marzo - Johannes Loccenius, giurista tedesco († 1677)
- 15 marzo - Redento della Croce, missionario portoghese († 1638)
- 18 marzo - Anna Sofia di Brandeburgo, nobile († 1659)
- 30 marzo - Urbain de Maillé-Brézé,  francese († 1650)

## Aprile(6)
- 9 aprile - Johann Crüger, compositore e organista tedesco († 1662)
- 9 aprile - Filippino de' Medici, nobile italiano († 1602)
- 11 aprile - Guglielmo di Sassonia-Weimar, duca († 1662)
- 17 aprile - Giovanni Riccioli, gesuita e astronomo italiano († 1671)
- 23 aprile - Maarten Tromp, ammiraglio olandese († 1653)
- 27 aprile - Michael Florent van Langren, astronomo, cartografo e ingegnere olandese († 1675)

## Maggio(1)
- 23 maggio - Claude Mellan, incisore e pittore francese († 1688)

## Giugno(3)
- 13 giugno - Ludovico Jacobilli, presbitero e storico italiano († 1664)
- 19 giugno - Gilbert Sheldon, arcivescovo anglicano e teologo inglese († 1677)
- 28 giugno - Scipione Pannocchieschi, cardinale e arcivescovo cattolico italiano († 1670)

## Luglio(3)
- 6 luglio - Kirsten Munk, nobildonna danese († 1658)
- 29 luglio - Henricus Regius, filosofo e medico olandese († 1679)
- 31 luglio - Agatangelo da Vendôme, presbitero e missionario francese († 1638)

## Agosto(2)
- 2 agosto - Andrea Cantelmo, nobile e condottiero italiano († 1645)
- 22 agosto - Luca Danesi, architetto italiano († 1672)

## Settembre(2)
- 23 settembre - Eleonora Gonzaga, principessa italiana († 1655)
- 24 settembre - Giovanni Francesco Busenello, librettista e poeta italiano († 1659)

## Ottobre(4)
- 14 ottobre - Nicolas de Neufville de Villeroy, generale e nobile francese († 1685)
- 21 ottobre - Jacobus Wemmers, vescovo cattolico fiammingo († 1645)
- 24 ottobre - Cornelis van Kittensteyn, incisore e disegnatore olandese († 1652)
- 27 ottobre - Lars Stigzelius, religioso svedese († 1676)

## Novembre(6)
- 1º novembre - Giacinto Giordano Ansalone, religioso italiano († 1634)
- 3 novembre - Cristiano I del Palatinato-Birkenfeld-Bischweiler, duca tedesco († 1654)
- 4 novembre - Ernesto Adalberto d'Harrach, cardinale e arcivescovo austriaco († 1667)
- 7 novembre - Francisco de Zurbarán, pittore spagnolo († 1664)
- 13 novembre - Bartholomeus Breenbergh, pittore, incisore e disegnatore olandese († 1657)
- 27 novembre - Alessandro Algardi, scultore italiano († 1654)

## Dicembre(6)
- 7 dicembre - Gian Lorenzo Bernini, scultore, urbanista e architetto italiano († 1680)
- 7 dicembre - Ettore Nini, scrittore e traduttore italiano († 1642)
- 20 dicembre - Ottavio Farnese,  italiano († 1643)
- 20 dicembre - Floris de Mérode-Westerloo, militare belga († 1638)
- 22 dicembre - Henri de La Trémoille, generale francese († 1674)
- 24 dicembre - Margaret Stuart, nobile britannica († 1600)

## Senza giorno specificato(35)
- Akita Toshisue, militare giapponese († 1649)
- John Atherton, vescovo anglicano irlandese († 1640)
- Volumnio Bandinelli, cardinale e patriarca cattolico italiano († 1667)
- Ottavio Beltrano, scrittore e tipografo italiano († 1654)
- Jan van Bijlert, pittore olandese († 1671)
- Richard Byfield, religioso inglese († 1664)
- Thomas Case, religioso inglese († 1682)
- Bonaventura Cavalieri, matematico italiano († 1647)
- Chen Hongshou, pittore cinese († 1652)
- Thomas Coleman, religioso inglese († 1647)
- Giovanni Andrea De Ferrari, pittore italiano († 1669)
- Thomas Ford, teologo e religioso inglese († 1674)
- Marcello Giovanetti, poeta, scrittore e avvocato italiano († 1631)
- Charles d'Helfer, compositore francese († 1661)
- Charles Herle, teologo e religioso inglese († 1659)
- Willem Hondius, incisore, editore e cartografo olandese († 1658)
- Ralph Hopton, I barone Hopton, condottiero inglese († 1652)
- Giovanni Antonio Lupi, vescovo cattolico italiano († 1668)
- Gaspare Mattei Orsini, cardinale, arcivescovo cattolico e nobile italiano († 1650)
- Luis Méndez de Haro y Guzmán, politico spagnolo († 1661)
- Antonio Nardi, matematico e letterato italiano
- Jean Nicolet, esploratore francese († 1642)
- Andreas de Nole, scultore fiammingo († 1638)
- Camillo Pellegrino, scrittore, storico e storiografo italiano († 1664)
- Giovan Battista Pellizzari, pittore italiano († 1660)
- Dorothy Percy, nobile inglese († 1659)
- Giulio Pezzola, brigante italiano († 1673)
- Antônio Raposo Tavares, esploratore portoghese († 1658)
- Francesco Ruschi, pittore italiano († 1661)
- Oliver Saint John, politico britannico († 1673)
- Benito Sánchez de Herrera, vescovo cattolico e teologo spagnolo († 1674)
- Chevalier Paul, navigatore e militare francese († 1667)
- Johann Vesling, anatomista e botanico tedesco († 1649)
- Giacomo Vianol, vescovo cattolico italiano († 1691)
- Abraham de Wicquefort, diplomatico e scrittore olandese († 1682)